# Pepsichart
De Pepsichart was een wereldwijd gebruikte hitlijst, gesponsord door Pepsi.
In Nederland werd de Pepsichart gedurende enkele jaren samengesteld door singleverkopen van Free Record Shop en op de radio uitgezonden door Yorin FM. Het was destijds de enige singlehitlijst waar een gedrukt exemplaar van te krijgen was. In 2005 is Free Record Shop gestopt met deze lijst. Daarna was er daarvoor in de plaats een folder met weer de Top 40.
In Engeland was de Pepsichart op een gegeven moment populairder dan de officiële Britse hitlijst.